# Breitenberg (Duderstadt)
Breitenberg ist ein Ortsteil der Stadt Duderstadt im Landkreis Göttingen in Niedersachsen und liegt an der Kreisstraße 111 zwischen Duderstadt (Kernstadt) und Hilkerode, vier Kilometer nordöstlich der Kernstadt Duderstadt. Der zum Untereichsfeld gehörende Ort wurde am 1. Januar 1973 eingemeindet und hat rund 820 Einwohner.

## Geschichte
Die Entstehung des Ortes geht wahrscheinlich auf das 9. Jahrhundert zurück. Die erste, bisher noch ungesicherte urkundliche Nennung Breitenbergs erfolgte im Jahr 1287 im Urkundenbuch der Stadt Braunschweig. Eine indirekte, aber gesicherte Erwähnung erfolgte am 8. Mai 1314 in einer Urkunde des Klosters Teistungenburg. In der Zeugenliste dieser Urkunde wird, neben zwei weiteren Klerikern, Johannes de Bredenberg zu Berlingerode als Zeuge eines Rechtsgeschäftes, das die Mühlen zu Nesselröden betrifft, aufgeführt. Am 25. April 1368 verzichtete Elisabeth, die Ehefrau des Hans von Minnigerode, zugunsten des Stifts Quedlinburg auf ihr Leibgeding sowie auf den Zehnten in Breitenberg. Durch diese Übergabe belehnte nun am 28./29. Mai 1368 die Äbtissin Elisabeth von Quedlinburg die Stadt Duderstadt, gegen Zahlung einer Duderstädter Mark. Die von der Äbtissin bis zur Reformationszeit immer wieder bestätigte Lehensgabe Breitenbergs an die Stadt Duderstadt lässt auf die frühe Entstehung des Dorfes schließen. Das Quedlinburgische Frauenstift sah sich also noch lange als Eigentümer des Dorfes. Ungeachtet davon behandelte Duderstadt es nicht nur als Lehen, sondern als Eigentum und führte es als eines von elf Ratsdörfern, die gegenüber der Stadt zu Abgaben und Diensten verpflichtet waren. Durch den Umstand der Belehnung fiel Breitenberg darüber hinaus noch unter die vollständige ökonomische Abhängigkeit des Duderstädter Rates. Andere Ratsdörfer Duderstadts, wie beispielsweise Mingerode, Hilkerode und Tiftlingerode, unterstanden diesem Abhängigkeitsverhältnis nicht.
Breitenberg war vom Mittelalter an bis 2014 durchgängig eigenständige Pfarrei, trotz einiger Unterbrechungen in der Besetzung der Pfarrstelle; erster genannter Pfarrer ist um 1350 Bertold. Der erste Kirchenbucheintrag erfolgt am 27. Februar 1720. Ende des 18. Jahrhunderts fehlen der Pfarrei die Mittel für einen Neubau des Pfarrhauses, das mittlerweile unbewohnbar geworden ist. Der vorerst letzte im Ort wohnhafte Pfarrer ist Lorenz Germershausen (1782–1791). Zwischen 1791 und 1905 verwalten Duderstädter Kapläne als Vikare die Pfarre, die jedoch selbstständig bleibt. Eigene Seelsorger erhält Breitenberg erst wieder zu Beginn des 20. Jahrhunderts, nachdem ein neues Pfarrhaus errichtet worden ist. Am 27. September 1905 reorganisiert der Bischof die Pfarrei neu.
Mit dem hannoverschen Ablösungsgesetz von 1831 begann die, bis in das 20. Jahrhundert andauernde, Ablösung der bäuerlichen Pflichten. Der Forst Hübental war von 1371 bis 1985 Eigentum der Stadt Duderstadt. Ein Forsthaus, aus dem sich später eine Gaststätte entwickelte, ist seit 1711 bezeugt. Ähnlich wie in den anderen Ratsdörfern Duderstadts hatte auch Breitenberg in den Kriegen des 17. und 18. Jahrhunderts zu leiden. Der Ort wurde zu Kontributionszahlungen und Einquartierungszwecken angehalten. Zudem suchten Plünderungen den kleinen Ort heim.
Wirtschaftlich ist der Ort von Bau- und Baunebengewerbe sowie der Landwirtschaft geprägt. Daneben existierte jedoch auch eine Plüsch- und Spielwarenfabrik vor Ort.

## Politik

### Ortsrat
Der Ortsrat setzt sich aus neun Ratsfrauen und Ratsherren zusammen.
- Breitenberger Wählergemeinschaft (BWG): 6 Sitze
- CDU: 3 Sitze

(Stand: Kommunalwahl am 12. September 2021)

### Wappen
| Wappen von Breitenberg | Blasonierung: „In Gold auf grünem Hügel eine rote Windmühle.“ |
| Wappen von Breitenberg | Wappenbegründung: Über Generationen hindurch schmückte eine Bockwindmühle den „Windmühlenplatz“. 1891 jedoch brachte ein Orkan das altersschwache Gebäude dann zum Einsturz. 1979 wurde eine Nachbildung der ehemaligen Mühle ca. 50 m vom ursprünglichen Standort, auf dem Gelände des alten Friedhofes, der heute als „Festplatz“ für die Gemeinde genutzt wird, erbaut. Egal aus welcher Richtung man in das Dorf fuhr, immer konnte man die Flügel der hochragenden Windmühle sofort sehen. Wegen der Höhenlage und da kein Bächlein durch den Ort floss war es nicht möglich, eine Wassermühle zu betreiben. Das Wappen wurde am 9. Dezember 1950 genehmigt. |

## Kultur und Sehenswürdigkeiten

### Kirche Mariä Verkündigung

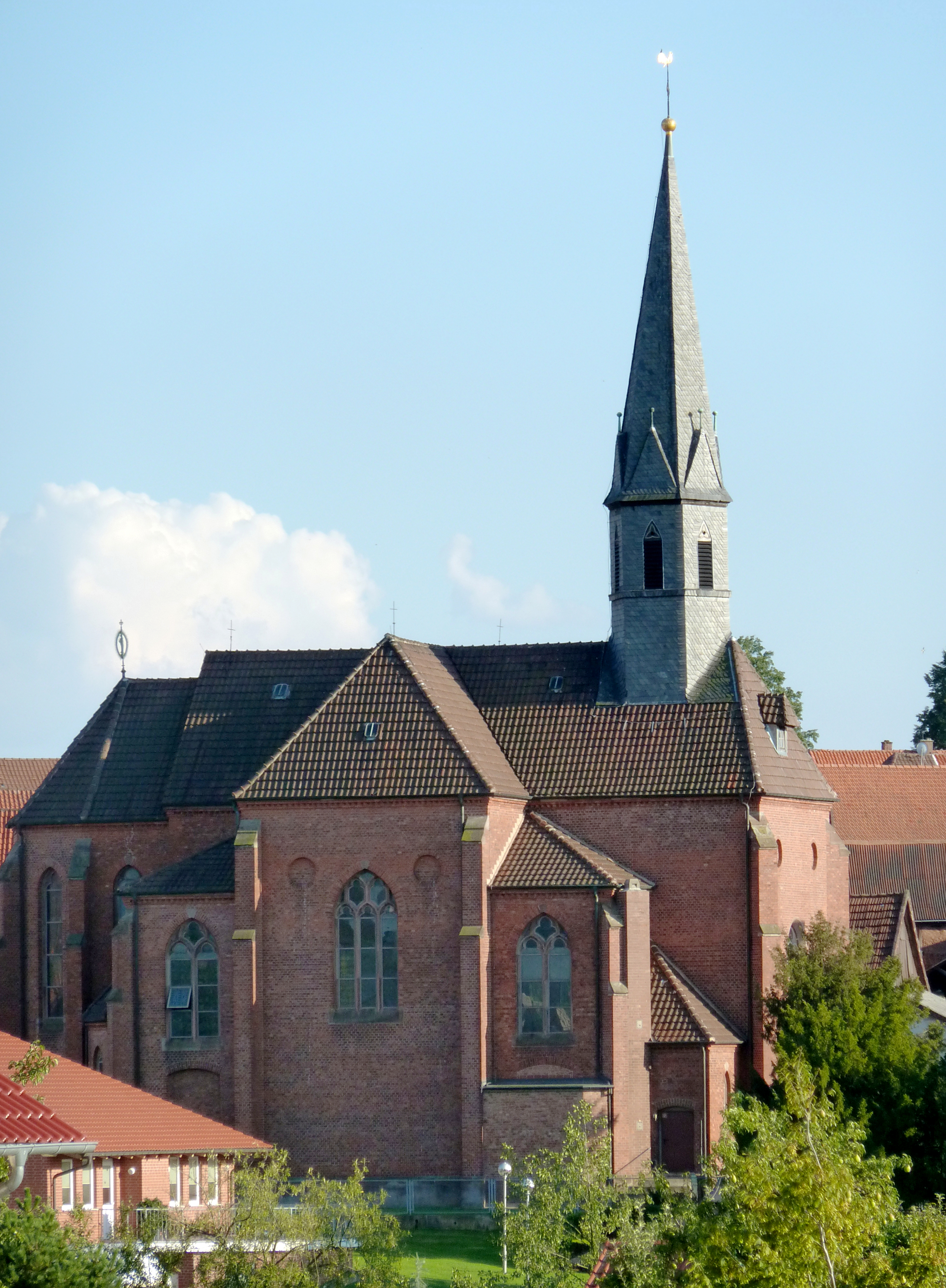
Kirche Mariä Verkündigung

Die katholische Kirche „Mariä Verkündigung“ ist 1896–1897 nach Plänen des Franziskaners Paschalis Gratze (Hülfensberg) errichtet worden. Gratze war dabei auch für weitere Kirchen in der Region verantwortlich und baute nur wenige Jahre zuvor unter anderem diejenigen in Effelder und Gerblingerode und erweiterte die Wallfahrtskirche auf dem Hülfensberg. Der Neubau in Breitenberg wurde durch die Baufälligkeit der barocken Vorgängerkirche nötig, welche selbst man im Jahre 1709 erbaute und 1780 erweiterte. Über diese vorangegangene Kirche ist recht wenig überliefert, jedoch lassen sich einige Details rekonstruieren. Es handelte sich dabei um einen einschiffigen Bau mit einer dreiseitigen Apsis ohne Querhaus, welcher in den Jahren 1788 und 1851 in westlicher und östlicher Richtung erweitert wurde. Sie besaß einen aus Jützenbach stammenden Altar, der vom Dingelstädter Christoph Sander 1813 staffiert wurde und auf diese Weise eine barocke weiß-goldene Farbigkeit erhielt. Weitere Ausstattungsstücke waren Kanzel, Beichtstuhl, Orgel, Taufbecken und Gestühl. Die sandsteinerne Kirche trug einen Dachreiter auf dem Ziegeldach für die beiden Glocken, die 1484 und 1751 gegossen wurden. Die für die Errichtung des Gotteshauses nötigen Steine entnahm man dabei aus dem nahegelegenen Steinbruch Brehme. Im Kircheninventar des Jahres 1864 findet man als Maße der Kirche eine Länge von 75 Fuß, eine Tiefe von 31 Fuß und eine Höhe von 18 Fuß.
Die neue Kirche bildet eine hohe, aber wenig ausladende Anlage mit einem einschiffigen Langhaus, einem dreischiffigen Querhaus, welches nur um ein Joch auslädt, und einem Chor, der auf fünf Seiten geschlossen ist. Weiterhin findet man außen Strebepfeiler und einen Turm, der dachreiterartig auf die Kirche aufgesetzt wurde. Im Inneren sind Kreuzrippengewölbe, Blattkonsolen, Rundsäulen mit Weinlaubkapitellen, Wandpfeilergliederungen an den Wänden des Querhauses und Maßwerkfenster anzutreffen. Die Innenausstattung ist weitgehend im neugotischen Stil gehalten. Die Kreuzigungsgruppe ist in einem weiß-goldigen Farbton gehalten, während die Assistenzfiguren sich rokokoartig präsentieren. An der südlichen Außenmauer befindet sich am ersten Querhausjoch in einer Nische unterhalb des Fensters ein barockes Holzkruzifix. 1911 wurde die Kirche stilgerecht ausgemalt.
Seit dem 1. November 2014 gehört die Kirche zur Pfarrei St. Cyriakus mit Sitz in Duderstadt.

#### Orgel
Die Orgel wurde 1877 durch den Orgelbaumeister Louis Krell aus Duderstadt mit elf Registern erbaut und 1961 von derselben Werkstatt renoviert und um vier Stimmen erweitert. Im Jahr 1997 erfolgte durch die Orgelbauwerkstatt Bosch aus Niestetal eine umfangreiche Restaurierung der noch original erhaltenen Windladen (Hauptwerk und Pedal) und Registerstimmen sowie ein Neubau des Gehäuses, der Trakturen und des Spieltisches. Bei diesen Arbeiten orientierte man sich weitgehend an anderen historischen Instrumenten (Pfeifenmensuren wie in Bernshausen und Lindau) von Krell.
Disposition in originaler Schreibweise:
| I Hauptwerk C–f3, Windlade 1877 |                                    |
| Bordun                          | 16′                                |
| Principal                       | 8′ (im Prospekt 1997, sonst 1877)  |
| Hohlflöte                       | 8′                                 |
| Octav                           | 4′                                 |
| Octav                           | 2′                                 |
| Mixtur                          | 3-4 fach (1997, aus Magzinbestand) |
| Trompete                        | 8′ (1997, rekonstruiert)           |

| II Brustwerk C–f3, Windlade 1997 |                               |
| Flöte traverse                   | 8′ (1997, neu)                |
| Lieblich gedact                  | 8′                            |
| Rohrflöte                        | 4′                            |
| Gemshorn                         | 4′                            |
| Waldflöte                        | 2′ (1997, aus Magazinbestand) |
| Cornett                          | 1-2 fach                      |
| Vox humana                       | 8′ (1997, rekonstruiert)      |

| Pedal C–d1, Windlade 1877 |                           |
| Subbass                   | 16′                       |
| Octavbass                 | 8′                        |
| Posaune                   | 16′ (1997, rekonstruiert) |

- Koppeln: II/I, I/P, II/P
- Nebenregister: Windmühle (Tremulant)

## Vereine
- SV Germania Breitenberg (Fußball-Bezirksliga)
- Feuerwehrverein Breitenberg e. V.
- Männergesangverein Breitenberg
- Kolpingsfamilie „St Josef“ Breitenberg
- Kyffhäuser-Soldatenkameradschaft Breitenberg e. V.
- Heimat und Kulturverein Breitenberg
- Breitenberger Trink-Verein (BTV)